# OGLE-2006-BLG-109L
OGLE-2006-BLG109L ist ein von der Erde 5000 Lichtjahre entferntes Planetensystem, das unter Astronomen durch seine Ähnlichkeit mit dem Sonnensystem für Aufsehen sorgt. Entdeckt wurde das System durch Ausnutzung des sogenannten Mikrolinsen- oder allgemeinen Gravitationslinseneffektes.

## Der Stern
Der Stern besitzt etwa die halbe Sonnenmasse und ist deutlich kühler (etwa 4000 K) und dunkler.

## Die Planeten
Zwei Exoplaneten wurden bisher im System entdeckt. Der größere der beiden, genannt OGLE-2006-BLG-109L b, besitzt ca. 70 Prozent der Jupitermasse und umkreist seinen Stern in einer Entfernung von 2,3 AU, also der 2,3-fachen Entfernung Erde – Sonne. Der kleinere der beiden Planeten heißt OGLE-2006-BLG-109L c, besitzt ca. 27 % der Jupitermasse und umkreist seine Sonne in einer Entfernung von 4,5 AU.

## Besonderheit
Die Besonderheit des Systems besteht darin, dass die Verhältnisse innerhalb des Systems denen der Erde in großem Maße ähneln und damit deutlich mehr Eigenschaften mit unserem Sonnensystem teilen als dies alle anderen bisher entdeckten extrasolaren Sonnensysteme tun. So entspricht die Entfernung des inneren der beiden Planeten zur Sonne etwa der Hälfte der Entfernung, die der äußere Planet zu seinem Stern hat. Dies ist in unserem Sonnensystem bei Jupiter und Saturn ebenso. Auch besitzt der größere der beiden Planeten dreimal so viel Masse wie der kleinere – eine weitere Parallele zu den beiden solaren Gasplaneten.